# Julia Walczyk-Klimaszyk
Julia Walczyk-Klimaszyk (28 de octubre de 1997) es una deportista polaca que compite en esgrima, especialista en la modalidad de florete.
En los Juegos Europeos de Cracovia 2023 consiguió una medalla de oro en la prueba individual. Ganó dos medallas en el Campeonato Europeo de Esgrima de 2024, plata por equipo y bronce individual.

## Palmarés internacional
| Juegos Europeos    | Juegos Europeos    | Juegos Europeos   | Juegos Europeos     |
| Año                | Lugar              | Medalla           | Prueba              |
| ------------------ | ------------------ | ----------------- | ------------------- |
| 2023               | Cracovia (Polonia) | Medalla de oro    | Florete individual  |
| Campeonato Europeo |                    |                   |                     |
| Año                | Lugar              | Medalla           | Prueba              |
| 2024               | Basilea (Suiza)    | Medalla de plata  | Florete por equipos |
| 2024               | Basilea (Suiza)    | Medalla de bronce | Florete individual  |